# Mörttjärnen (Jörns socken, Västerbotten, 724512-170520)
Mörttjärnen är en sjö i Skellefteå kommun i Västerbotten och ingår i Byskeälvens huvudavrinningsområde.